# لم شمل الأسرة
لم شمل الأسرة هو أحد الأسباب المعروفة للهجرة في الكثير من البلدان نظرًا لوجود فرد أو أكثر من أفراد الأسرة في بلد معين مما يتيح لباقي أفراد الأسرة الهجرة إلى هذا البلد أيضًا.
تسعى قوانين لم شمل الأسرة إلى تحقيق التوازن بين حق الأسرة في العيش معًا وبين حق البلد في السيطرة على معدلات الهجرة. وتعد هجرة الزواج حالة فرعية من حالات لم شمل الأسرة والتي يهاجر فيها أحد الزوجين إلى البلد التي يعيش فيها زوجه، وقد تحدث هجرة الزواج قبل وقوع الزواج وفي هذه الحالة تقع تحت تصنيفها الخاص أو تحدث بعده وعندها تندرج تحت قوانين لم شمل الأسرة.
شهدت السنوات الأخيرة العديد من حالات إرسال القُصر في رحلات محفوفة بالمخاطر بهدف طلب وضع اللجوء السياسي الذي يتيح لباقي الأسرة اللحاق به بمجرد الحصول عليه.

## لم شمل الأسرة في أوروبا
يرحل نسبة كبيرة من المهاجرين إلى أوروبا بفضل قوانين لم شمل الأسرة، لذا سنت كل من الدانمارك وهولندا خلال الأعوام الأخيرة قوانين للحد من قدرة الأشخاص على القيام بذلك.
- الدانمارك - يقضي القانون الدانماركي، في حالة الزواج، ألا يقل عمر الزوجين عن 24 عامًا، وهذا ما يعرف قانون 24 عامًا. بالإضافة إلى هذا، لا يجب أن تكون صلة الزوجين بالدانمارك أقوى من بلد الأصل إلا إذا قضى أحدهما أكثر من 28 عامًا فيها.

- هولندا - يقتضي القانون الهولندي، في حالة الزواج، ألا يقل عمر الزوج الهولندي عن 21 عامًا وألا يقل راتبه عن 120% من الحد الأدنى للأجور، ويلزم الزوج غير الهولندي اجتياز اختبارات الدمج في السفارة الهولندية في موطنه مع إظهار إتقان أساسي للغة الهولندية. في حين قد تستغرق القضايا القانونية سنوات وتستنزف آلاف اليوروهات، إلا أن قوانين الاتحاد الأوروبي الخاصة بحرية الحركة تمنح على الفور الحق في الحياة العائلية ولا يتطلب الأمر أكثر من تكلفة استخراج بطاقة تحقيق الهوية، لذا، ينتقل بعض الهولنديين للعيش في بلجيكا أو ألمانيا لمدة ستة أشهر على الأقل حتى تسري عليهم قوانين الاتحاد الأوروبي بشأن لم شمل الأسرة بدلاً من القوانين الهولندية بخصوص هذا الشأن، فيما أصبح معروفًا «بطريق بلجيكا» أو «طريق الاتحاد الأوروبي».[1]

- ألمانيا - يقتضي القانون الألماني منذ عام 2007 ألا يقل كلا الزوجين عن 18 عامًا، ولا يجوز اعتماد الزوج المقيم في ألمانيا على المزايا الاجتماعية كما يتعين امتلاكه لمكان إقامة ذي مساحة كافية، كما يلزم الزوج المهاجر إثبات المعرفة الأساسية باللغة الألمانية كتابة ونطقًا، ويسري هذا القانون على الألمان والمواطنين الأجانب.

## لم شمل الأسرة في كندا
بموجب قانون الهجرة وحماية اللاجئين واللوائح المقترنة به، يُسمح للمواطن الكندي أو الحاصل على الإقامة الدائمة في كندا ممن يزيد عمرهم عن 18 عامًا، تحت ظروف معينة، برعاية أفراد محددين من أسرته المباشرة للإقامة الدائمة في كندا.
الأشخاص المؤهلون لهذا هم زوج الراعي أو زوجه العرفي من عمر 16 عامًا أو أكثر والوالدان والأجداد وطفل الراعي المعيل والطفل الذي ينوي الراعي تبنيه والأخوة أو الأخوات أو أبناء الأخوة أو الأحفاد الأيتام ممن هم دون 18 عامًا وليسوا متزوجين أو يقيمون علاقة تندرج تحت القانون العام، واستثناءً من القاعدة، في حال عدم وجود الأشخاص المؤهلين للرعاية من القائمة السابقة وعدم وجود أقرباء للراعي في كندا، تجوز رعاية 'فرد الأسرة الباقي' إلا أن الطلبات من هذا النوع نادرة.

## لم شمل الأسرة في الولايات المتحدة
يأتي لم شمل الأسرة في المرتبة الأولى بين المعايير الأساسية للهجرة إلى الولايات المتحدة، وتحكمه بنود قانون الهجرة والجنسية بعد تعديلها. بالنظر إلى التاريخ، بدأ التأكيد على لم شمل الأسرة في قانون الهجرة الأمريكي من خلال قانون 1965 الذي خصص 74% من المهاجرين الجدد إلى الولايات المتحدة لحاملي التأشيرات الممنوحة بغرض لم شمل الأسرة. وضم هذا، حسب الأفضلية التنازلية، أبناء المواطنين الأمريكيين من البالغين غير المتزوجين (20%) والأزواج والأبناء غير المتزوجين للمقيمين الدائمين الأجانب (20%) والأبناء المتزوجين للمواطنين الأمريكيين (10%) وأخوة المواطنين وأخواتهم ممن يزيد عمرهم عن 21 عامًا (24%).
يجوز للمواطنين والمقيمين الدائمين في الولايات المتحدة رعاية الأقارب للهجرة إلى هناك بسبل شتى، فيجوز للمواطنين بجميع الأعمار رعاية الزوج والأطفال بينما لا يجوز رعاية الأشقاء والوالدين إلا للمواطنين البالغين 21 عامًا، أما المقيمون الدائمون فلا يحق لهم إلا رعاية الأزواج والأبناء غير المتزوجين. في جميع الحالات، يجب على الراعي إثبات قدرته على دعم القريب ماليًا بنسبة 125% فوق حد الفقر إلى جانب تقديم إثبات لصلة القرابة. ويكون الأقارب المباشرون للمواطنين الأمريكيين (الأزواج والوالدان والأبناء غير المتزوجين دون 21 عامًا) مؤهلين تلقائيًا للهجرة بمجرد الموافقة على الطلب، بينما يجب على جميع المؤهلين الآخرين للهجرة عبر فرد الأسرة الانتظار لتوفر مكان، ويذكر أن هناك نظامًا للتفضيل يتحكم في ترتيب توفر هذه الأماكن. لا يجوز للمواطنين إلا رعاية الأشقاء والأزواج والوالدين والأبناء، لذا لا يمكنهم رعاية العمات أو الخالات أو الأعمام أو الأخوال أو أبناء الأخوة أو أبناء العم أو أبناء الخال أو أبناء العمة أو أبناء الخالة أو الأجداد أو الأحفاد إلا أنه في بعض الحالات قد يتمتع هؤلاء الأقارب بوضع المشتق.

### هجرة الوالدين
بموجب فقرة المواطنة في التعديل الرابع عشر للدستور الأمريكي، فإن جميع المولودين في الولايات المتحدة أو الحاصلين على الجنسية والخاضعين لسلطانها هم مواطنون أمريكيون ومواطنون للولاية التي يقيمون فيها.
وفقًا للقانون الحالي، يجوز، تحت ظروف معينة، للأبناء البالغين من المواطنين (لا يقل عمرهم عن 21 عامًا) رعاية الوالدين للهجرة، ويجب أن يثبت الابن القدرة المالية على إعالة الوالدين. بالإضافة إلى هذا، لا يجوز للأشخاص الذين دخلوا بطريقة غير شرعية (الدخول بدون تفتيش (EWI)) تكييف أوضاعهم للعيش في هذا البلد، وذلك وفقًا للقانون الحالي وسياسة قانون الولايات المتحدة (USC). ومع ذلك، فإن مغادرة الولايات المتحدة تجلب حظرًا على دخولها، فإذا تراوح وجود الوالد في الولايات المتحدة بين 180-364 يومًا، فيطبّق عليه حظر لمدة 3 سنوات. أما إذا بلغت فترة تواجده 365 يومًا أو أكثر، فسيطبّق عليه حظر لمدة 10 سنوات، وهذا هو الأكثر شيوعًا. وإذا لم يوافق الوالد على قضاء فترة الحظر في بلد أخرى، فلا يجوز تقنين وضعه من خلال الابن، ولن يضطر الآباء الذين دخلوا الولايات المتحدة بطريقة شرعية إلى مغادرتها لتوفيق أوضاعهم إلا إذا دخلوا بتأشيرات الخطبة (K visas) أو تأشيرات الزوار في إطار التبادل (J visas) ولم يحصلوا على وثيقة لفترة إقامة الأجانب
قد يسيء الآباء الاعتقاد بأن وجود أطفال قُصر لهم من المواطنين الأمريكيين يمنحهم ميزة أثناء إجراءات الترحيل: إلا أن هذه المزايا غير موجودة باستثناء حالات نادرة للغاية يكون الطفل فيها عرضة لمعاناة قوية وصعبة، ويبلغ عدد حالات التنازل عن الترحيل نتيجة المعاناة هذه 5000 حالة في العام. هذا، وقد أيدت محاكم الاستئناف الفيدرالية رفض إدارة الهجرة والتجنيس إيقاف ترحيل المهاجرين غير الشرعيين بسبب وجود أطفال قصر لهم من المواطنين الأمريكيين فقط.
في عام 2005، بلغ عدد الأطفال الأمريكيين ممن لهم والد واحد على الأقل مهاجر غير شرعي حوالي 3.1 مليون طفل، وفي الفترة بين 2005 - 2007، تم ترحيل والد واحد أو الاثنين لحوالي 13,000 طفل أمريكي على الأقل.

## وصلات خارجية
- Council Directive 2003/86/EC of 22 September 2003 on the right to family reunification
- Family Classes - Immigration and Refugee Protection Regulations
- لم شمل العائلة في كندا